# Liste der Baudenkmäler in Adelshofen (Mittelfranken)
Auf dieser Seite sind die Baudenkmäler in der mittelfränkischen Gemeinde Adelshofen zusammengestellt. Diese Tabelle ist eine Teilliste der Liste der Baudenkmäler in Bayern. Grundlage ist die Bayerische Denkmalliste, die auf Basis des Bayerischen Denkmalschutzgesetzes vom 1. Oktober 1973 erstmals erstellt wurde und seither durch das Bayerische Landesamt für Denkmalpflege geführt wird. Die folgenden Angaben ersetzen nicht die rechtsverbindliche Auskunft der Denkmalschutzbehörde.
 Diese Liste gibt den Fortschreibungsstand vom 23. November 2021 wieder und enthält 47 Baudenkmäler.

## Rothenburger Landhege
| Lage                                                                                           | Objekt                                    | Beschreibung | Akten-Nr.     | Bild |
| ---------------------------------------------------------------------------------------------- | ----------------------------------------- | --- | ------------- | ---- |
| Gemarkungen Adelshofen (AN), Ohrenbach (AN), Langensteinach (NEA), Custenlohr (NEA) (Standort) | 44 Grenzsteine, sogenannte Landhegesteine | hochrechteckige, oben abgerundete Steinstelen, überwiegend reliefiert mit dem Wappen der Reichsstadt Rothenburg und der Markgrafschaft Ansbach, gesetzt 1617 | D-5-75-124-19 | BW   |

Lage der Landhegesteine in der Gemeinde Adelshofen: 
- (Lage)
- (Lage)
- Nr. 60 (Lage)
- Nr. 59 (Lage)
- Nr. 58 (Lage)
- (Lage)
- Nr. 46 (Lage)
- Nr. 45 (Lage)

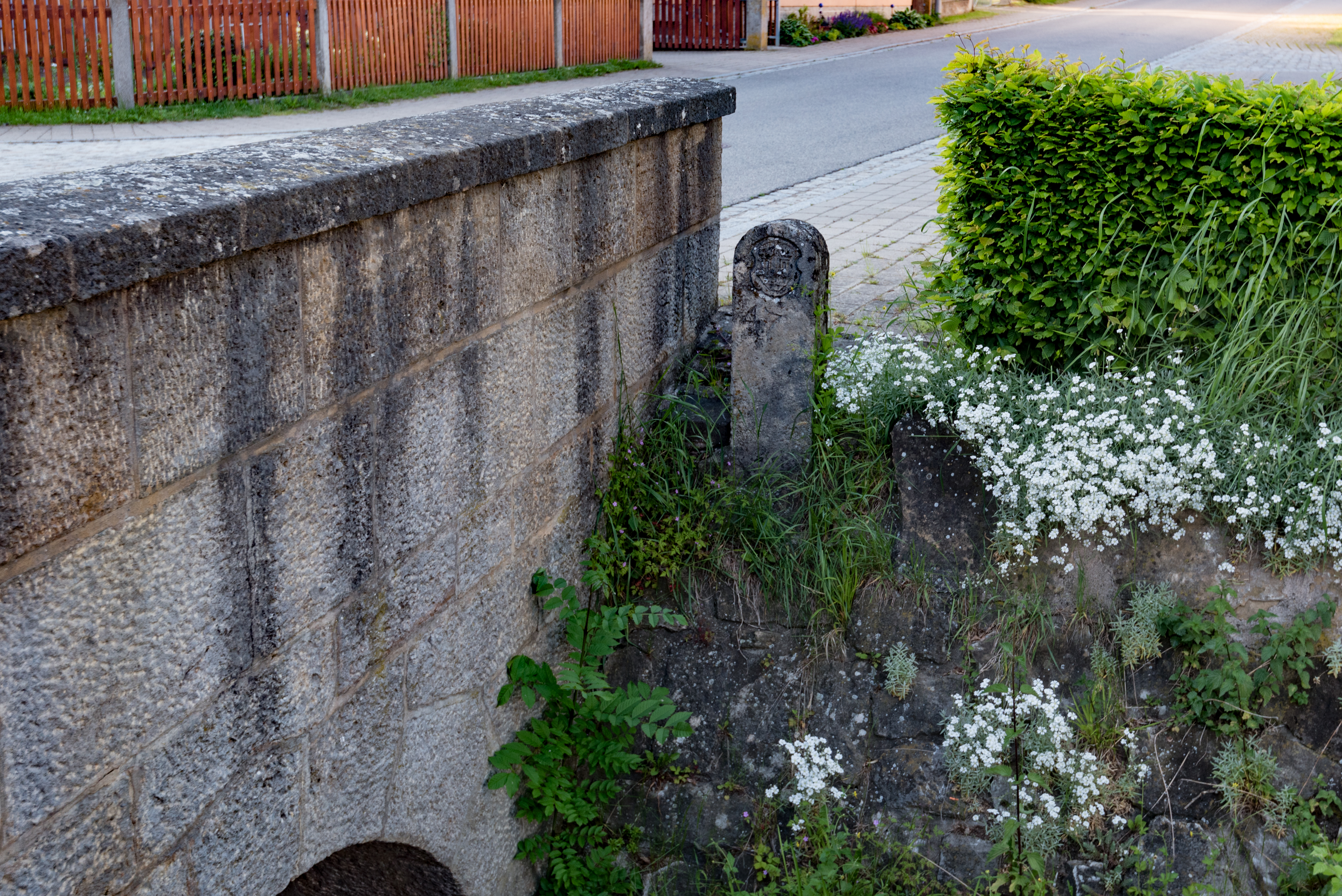
Landhegestein Nr. 47 (Lage) weitere Bilder
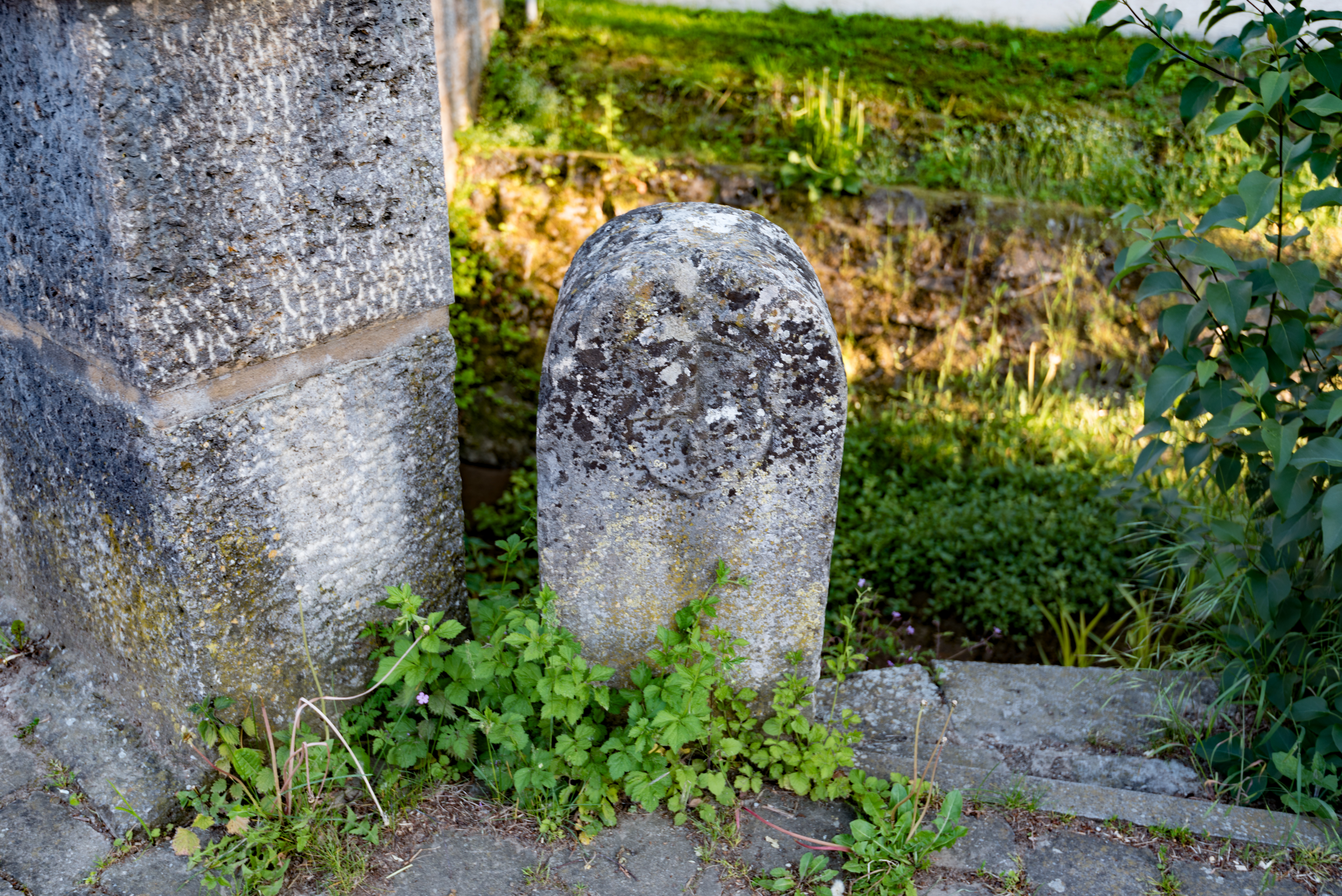
Landhegestein Nr. 50 (Lage) weitere Bilder
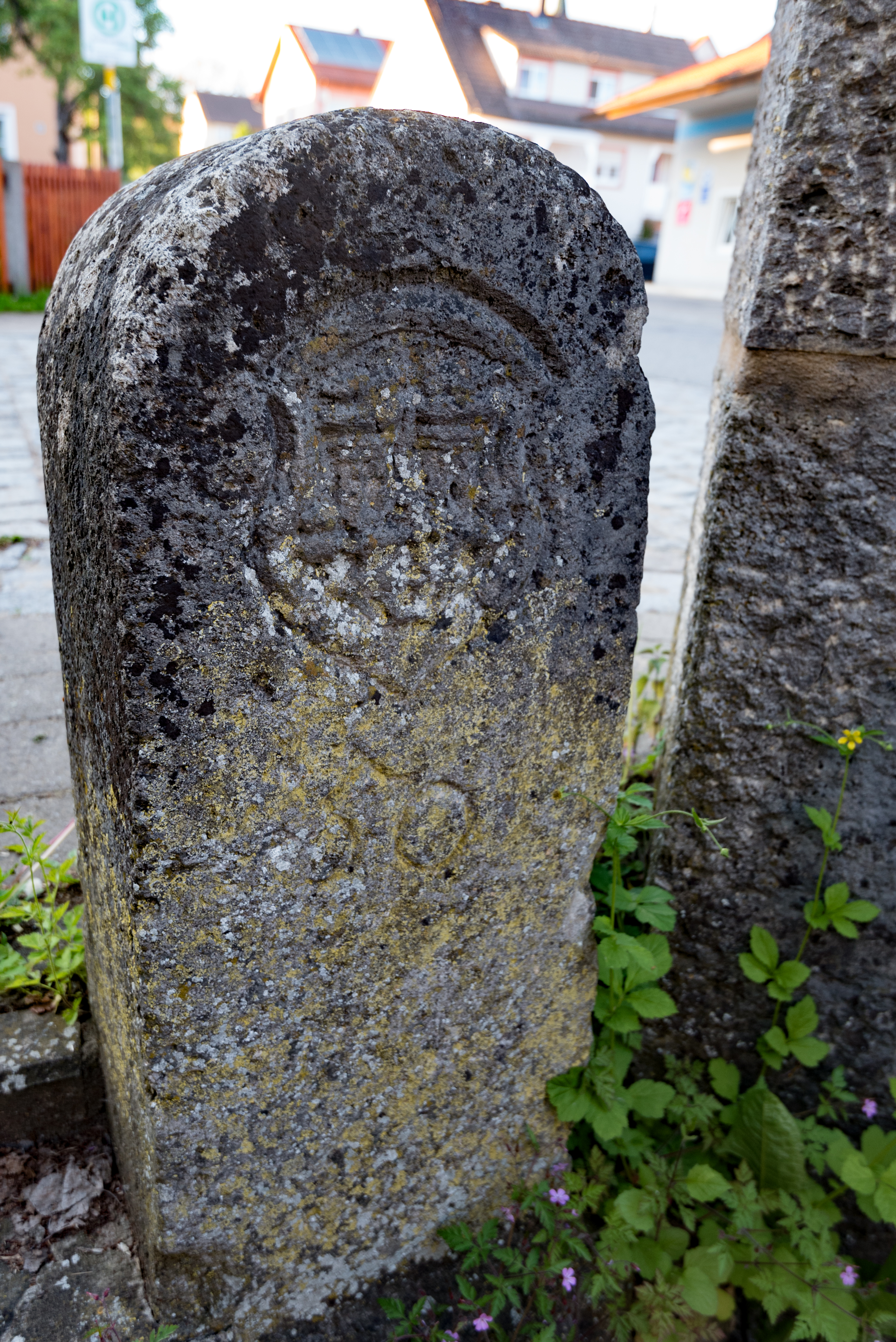
Landhegestein Nr. 50 weitere Bilder
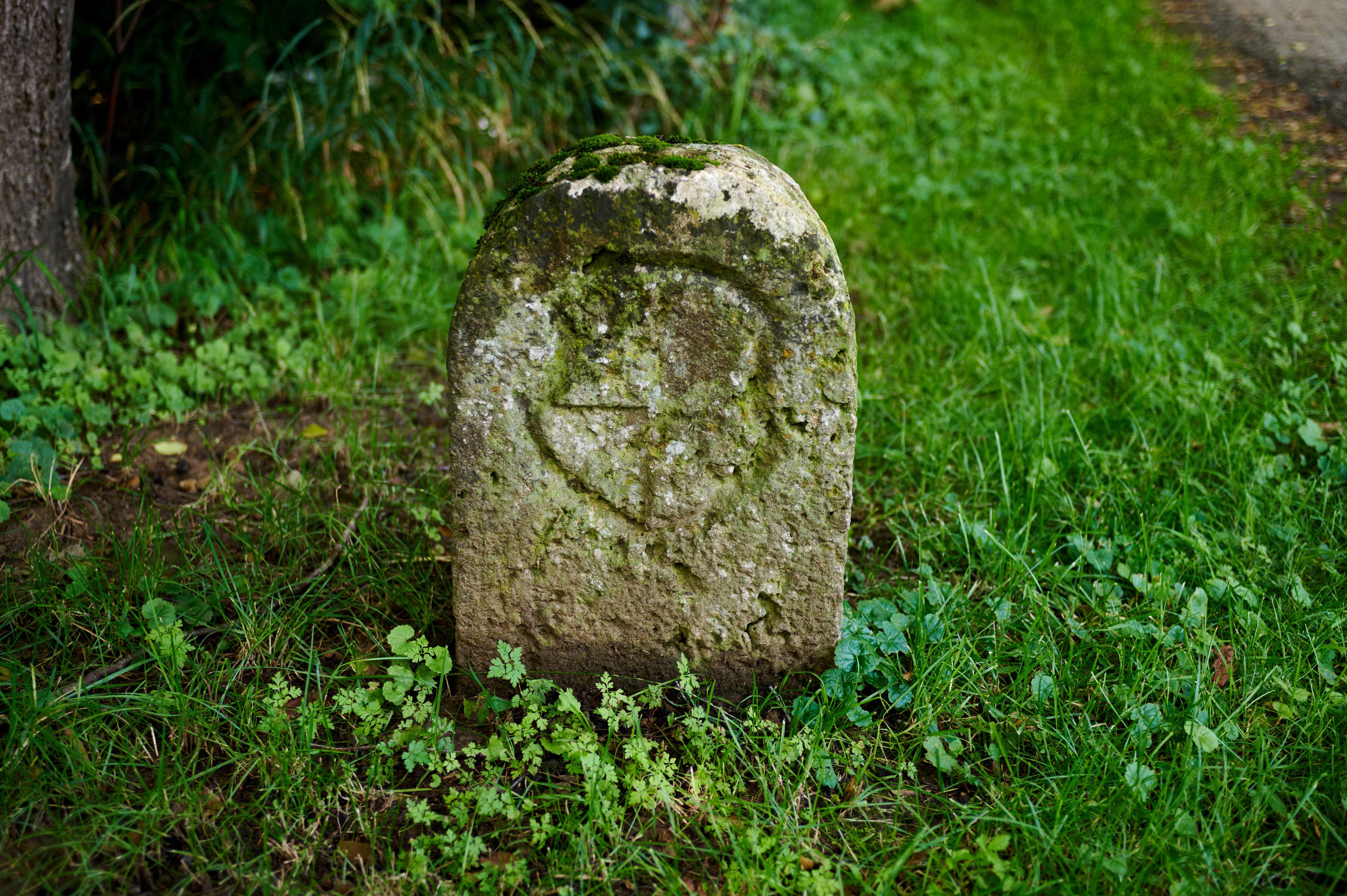
Landhegestein Nr. 51 (Lage) weitere Bilder
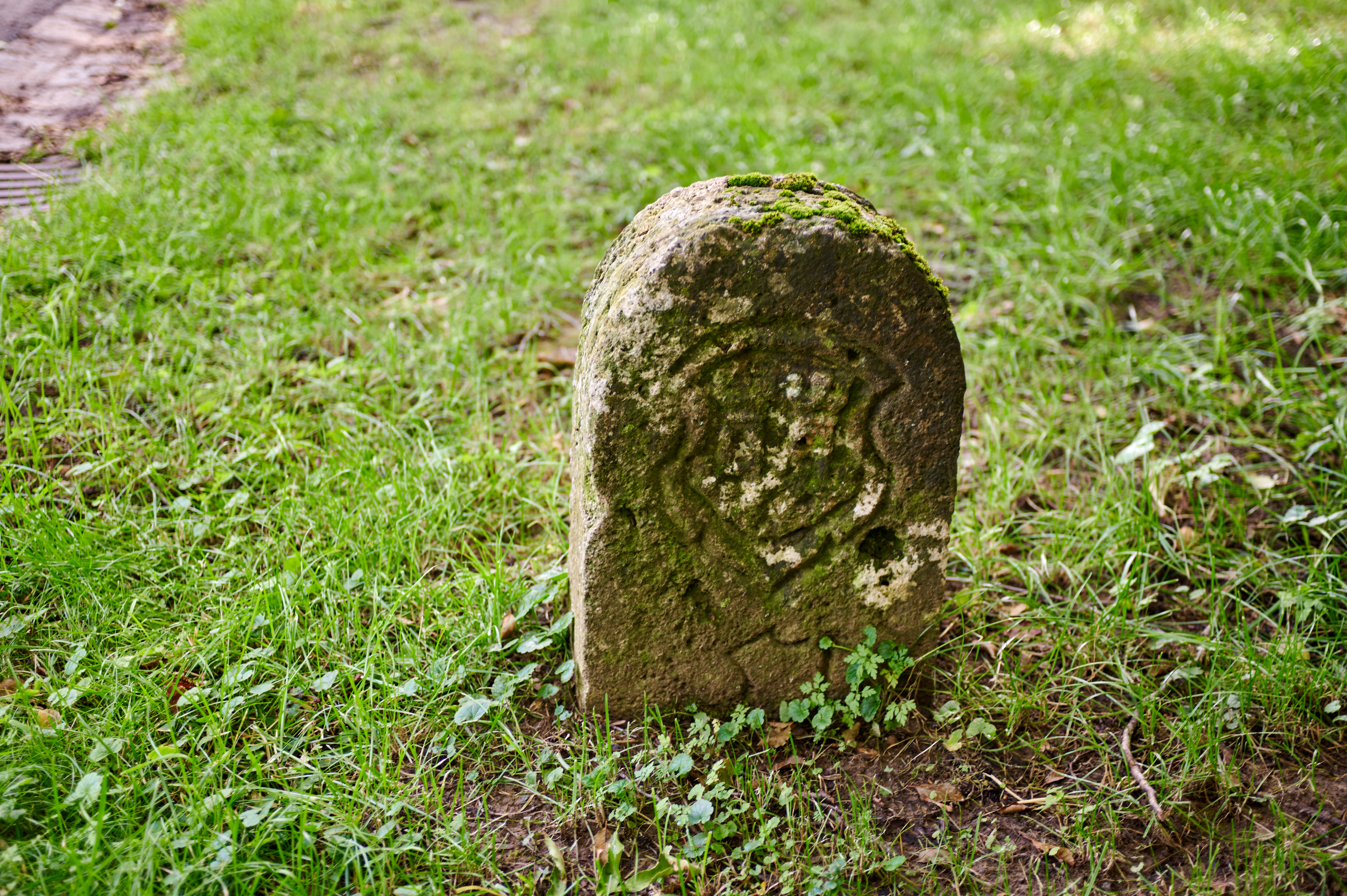
Landhegestein Nr. 51 weitere Bilder
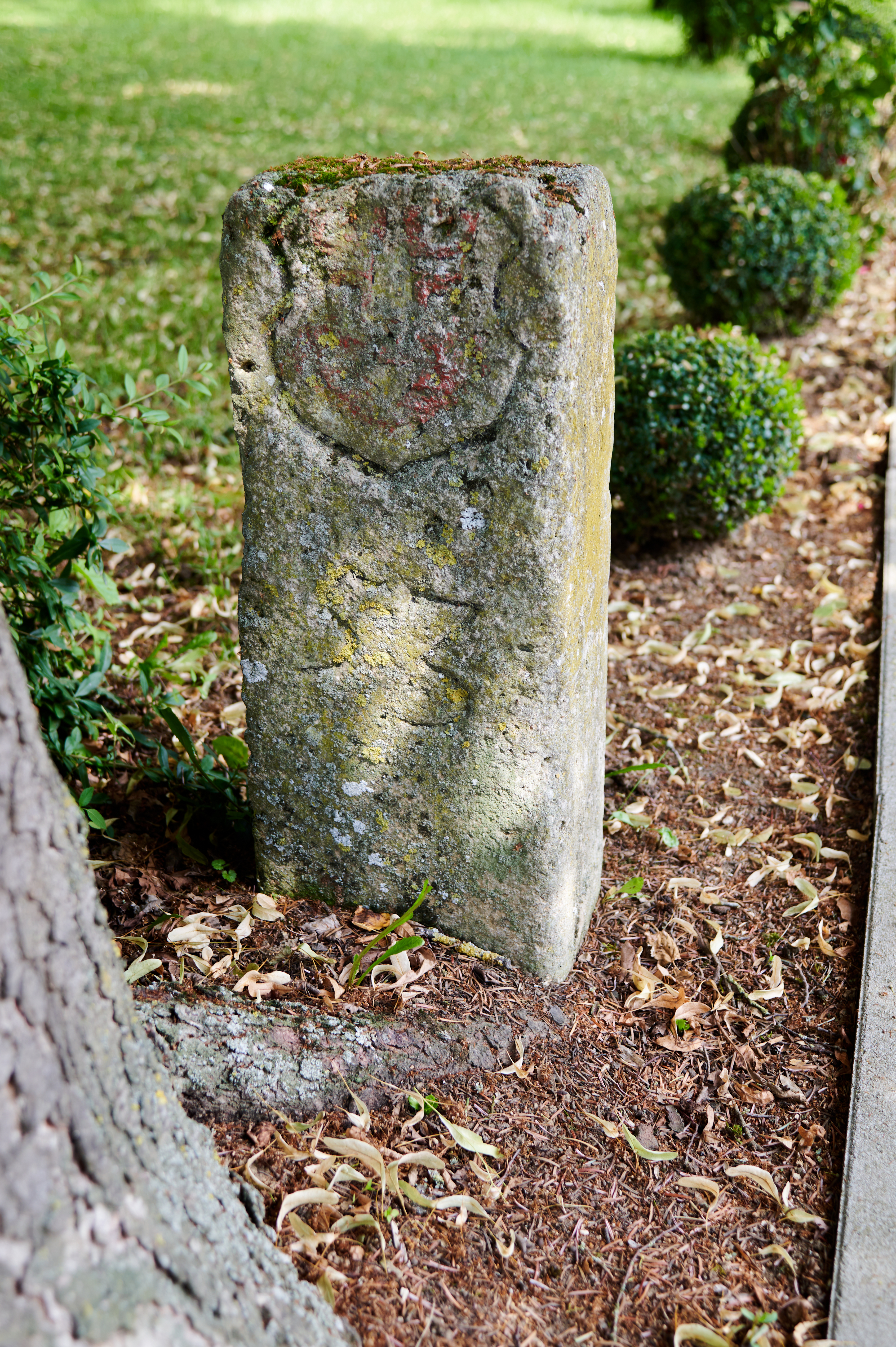
Landhegestein Nr. 53 (Lage) weitere Bilder
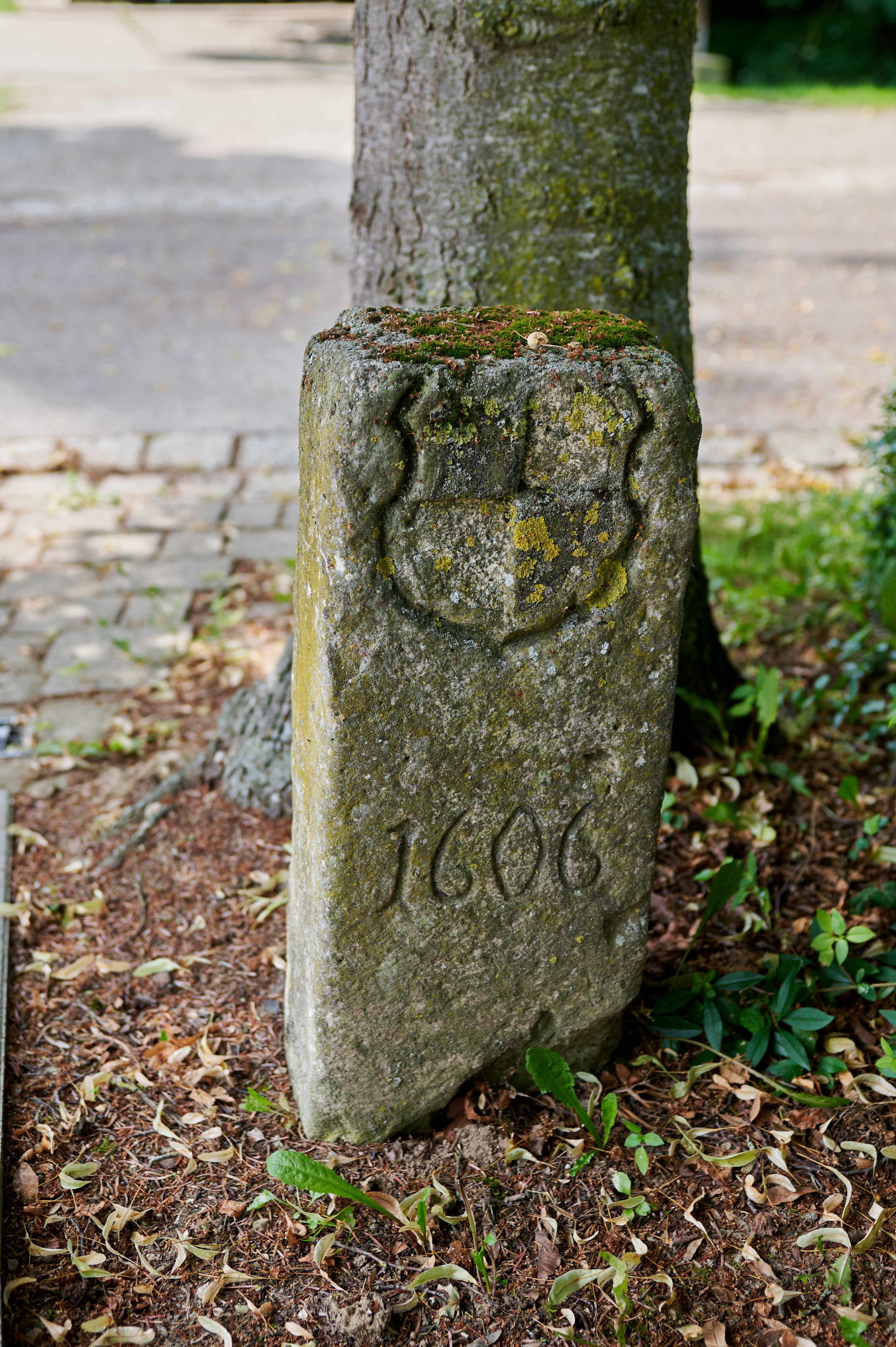
Landhegestein Nr. 53 weitere Bilder
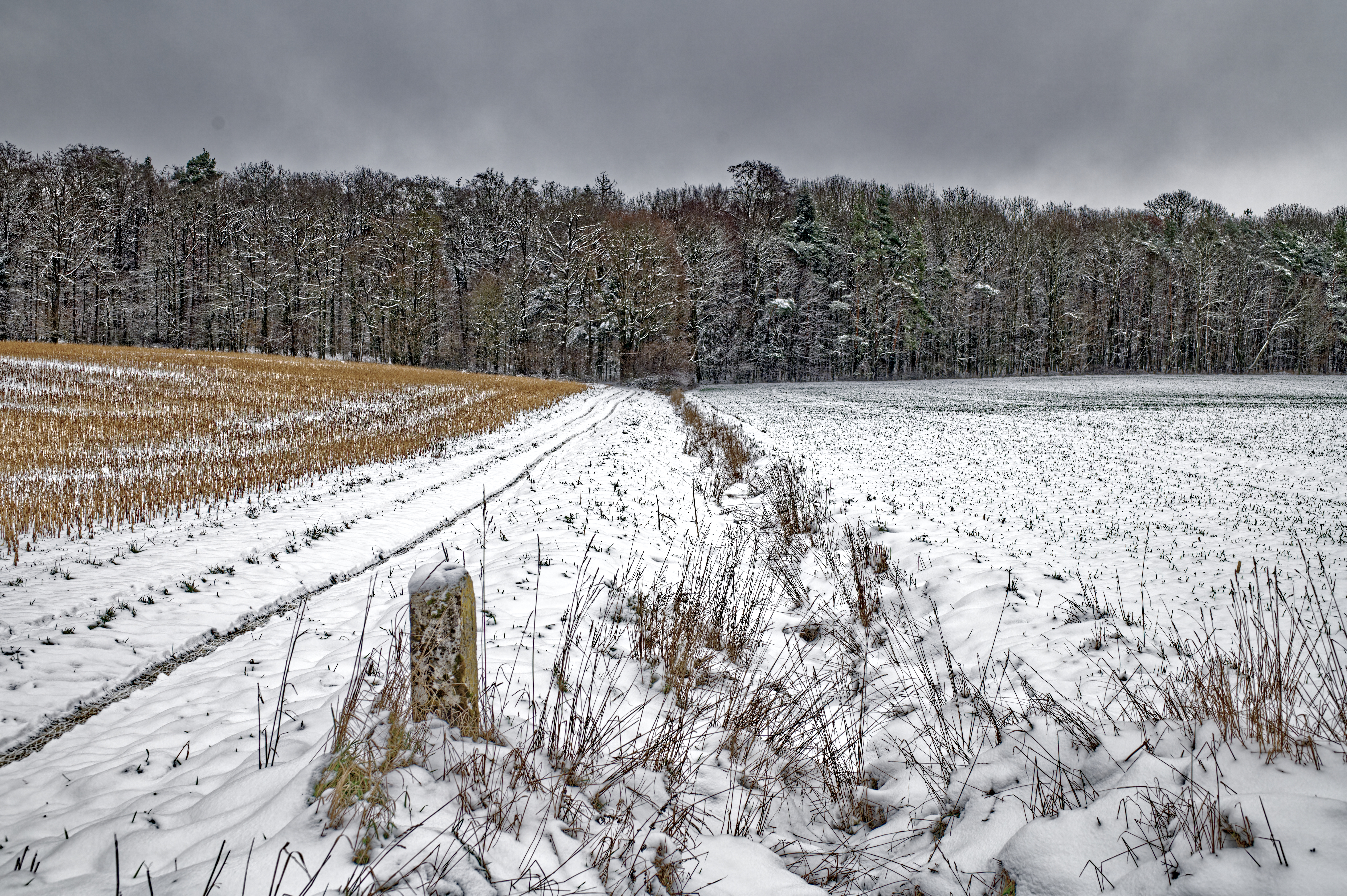
Landhegestein Nr. 60 weitere Bilder
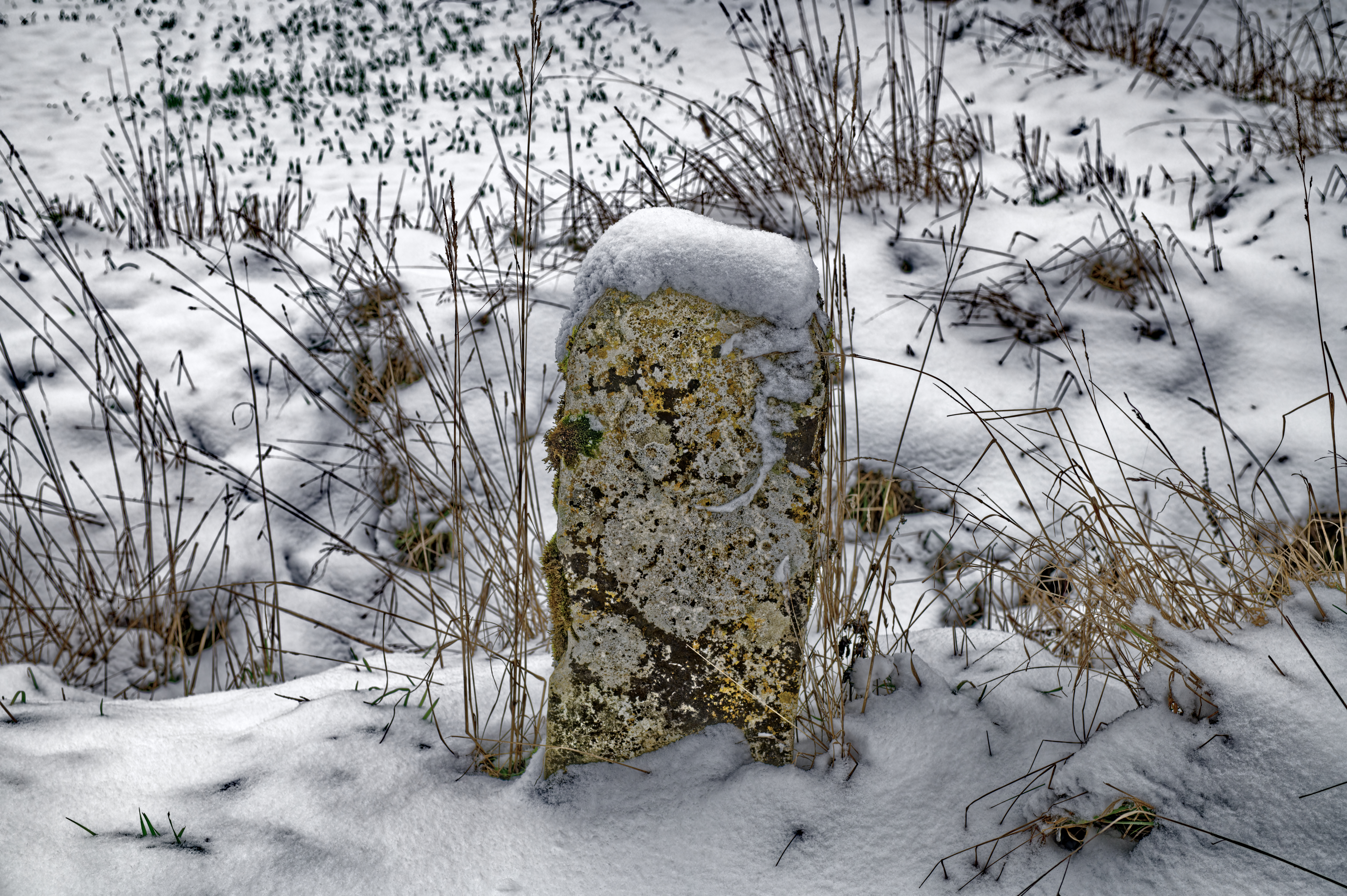
Landhegestein Nr. 60 weitere Bilder
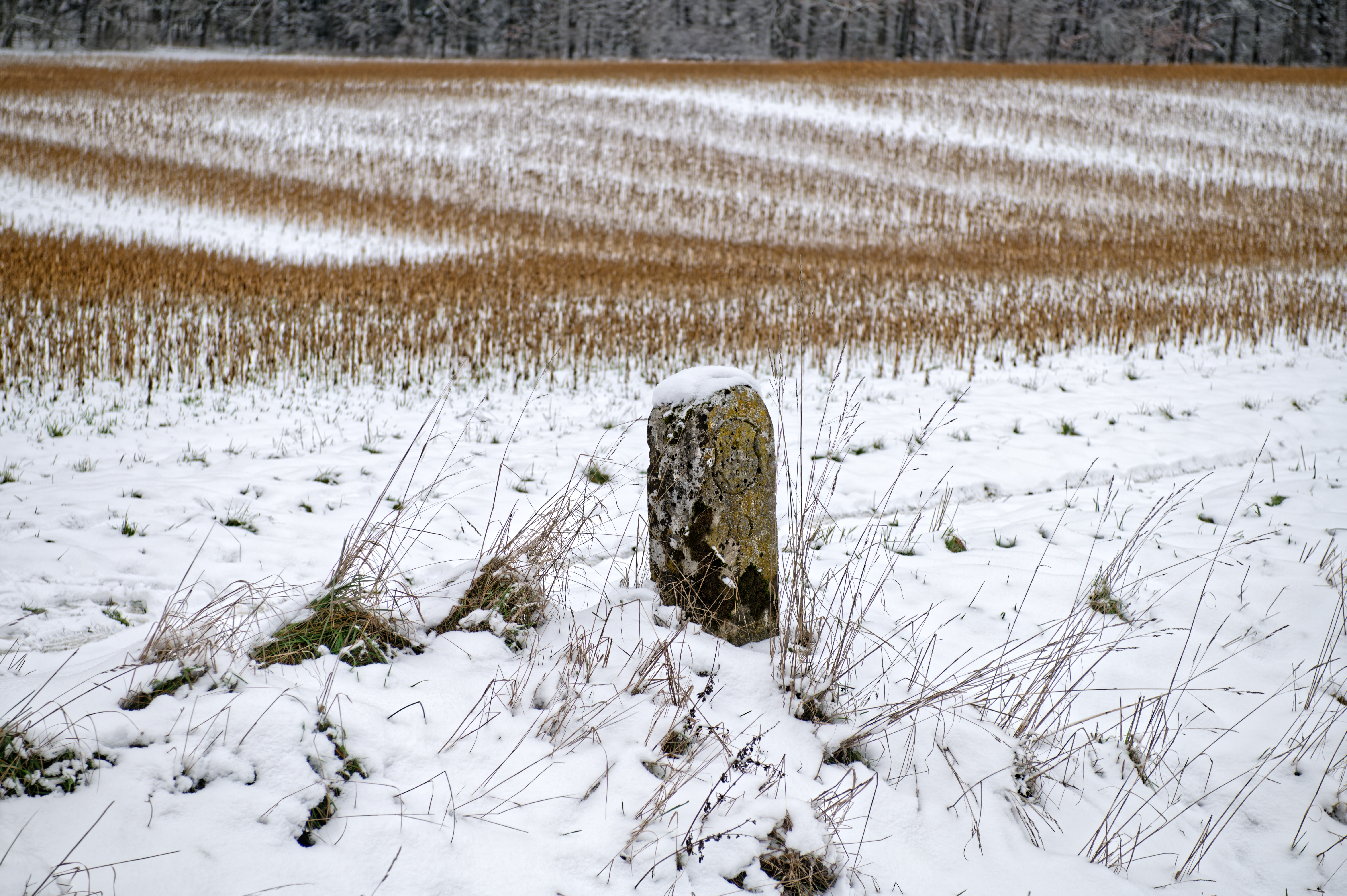
Landhegestein Nr. 60 weitere Bilder

| Lage                                                                              | Objekt                                             | Beschreibung | Akten-Nr.              | Bild |
| --------------------------------------------------------------------------------- | -------------------------------------------------- | --- | ---------------------- | --- |
| Großharbach 16 (Standort)                                                         | Ehemaliger Landturm, jetzt Turmhaus                | Dreigeschossiger Halbwalmdachbau in Fachwerk über massivem Erdgeschoss mit verzahnter Eckquaderung, 16. Jahrhundert, Fachwerk im 17. Jahrhundert aufgesetzt, bezeichnet „1606“, „1781“, „1834“, nach Westen erweitert | D-5-71-111-10 Wikidata | weitere Bilder |
| Neustett 11 (Standort)                                                            | Ehemaliger Landturm, dann Ölmühle                  | Viergeschossiger Rundturm mit Kegeldach und Dachreiter, im Kern wohl 15. Jahrhundert, bezeichnet „1790“, zur Mühle umgestaltet                                                                                        | D-5-71-111-19 Wikidata | weitere Bilder |
| In der Lacke-Korällenholz (nördlich der Hautschenmühle) (Standort)                | Rothenburger Landhege, Reste des Wallgrabensystems | 15./17. Jahrhundert | D-5-71-111-48 Wikidata | [[Vorlage:Bilderwunsch/code!/C:49.45644,10.11035!/D:In der Lacke-Korällenholz (nördlich der Hautschenmühle), Rothenburger Landhege, Reste des Wallgrabensystems!/\|BW]] |
| Schlagfeld, nördlich von Neustett, östlich der Straße nach Freudenbach (Standort) | Rothenburger Landhege mit Landhegestein Nr. 60     | Reste des Wallgrabensystems, 15./17. Jahrhundert | D-5-71-111-23 Wikidata | BW |

## Baudenkmäler nach Gemeindeteilen

### Adelshofen
| Lage                         | Objekt                                             | Beschreibung | Akten-Nr.             | Bild           |
| ---------------------------- | -------------------------------------------------- | --- | --------------------- | -------------- |
| Dorfstraße 18 (Standort)     | Evangelisch-lutherische Pfarrkirche Sankt Nikolaus | Saalbau mit Ostturm mit geschweiftem Pyramidendach, verzahnter Eckquaderung, Hausteinrahmung um Fenster und Portal und gedecktem Emporenaufgang im Westen, 1716 ff. an Stelle eines Vorgängerbaus; mit Ausstattung | D-5-71-111-1 Wikidata | weitere Bilder |
| Dorfstraße 16, 18 (Standort) | Friedhofsmauer                                     | Mit Rundbogenpforte im Norden, spätmittelalterlich, Pforte bezeichnet „1528“, Erweiterung nach Osten 19./20. Jahrhundert                                                                                           | D-5-71-111-1 Wikidata | weitere Bilder |

### Gickelhausen
| Lage                       | Objekt                      | Beschreibung | Akten-Nr.             | Bild           |
| -------------------------- | --------------------------- | --- | --------------------- | -------------- |
| Gickelhausen 1 (Standort)  | Ehemaliges Wohnstallhaus    | Zweigeschossiger Satteldachbau mit verschaltem Fachwerk über massivem Erdgeschoss, bezeichnet „1789“ | D-5-71-111-2 Wikidata | weitere Bilder |
| Gickelhausen 4 (Standort)  | Wohnhaus                    | Erdgeschossiger Satteldachbau in Fachwerk mit teils massiven Umfassungsmauern, bezeichnet „1843“ | D-5-71-111-3 Wikidata | weitere Bilder |
| Gickelhausen 13 (Standort) | Ehemaliges Gasthaus         | Zweigeschossiger Satteldachbau in Fachwerk über massivem Erdgeschoss in Blankziegelbauweise mit Hausteinelementen mit gegen die Straße vorkragender, offener Halle auf Holzpfosten, Mitte 19. Jahrhundert | D-5-71-111-4 Wikidata | weitere Bilder |
| In Gickelhausen (Standort) | Ehemaliges Flachsbrechhaus  | Erdgeschossiger Pyramidendachbau, 18./frühes 19. Jahrhundert | D-5-71-111-5 Wikidata | weitere Bilder |
| Neckenhagen (Standort)     | Steinkreuz, wohl Sühnekreuz | Spätmittelalterlich | D-5-71-111-6          | BW             |

### Großharbach
| Lage                      | Objekt                               | Beschreibung | Akten-Nr.              | Bild           |
| ------------------------- | ------------------------------------ | --- | ---------------------- | -------------- |
| Großharbach 7 (Standort)  | Ehemaliges Wohnstallhaus             | Erdgeschossiger Satteldachbau in Fachwerk und Sichtmauerwerk mit Giebelgesims, Ecklisenen und Hausteinrahmung um die Fenster, zweites Viertel 19. Jahrhundert                                                         | D-5-71-111-14 Wikidata | weitere Bilder |
| Großharbach 8 (Standort)  | Ehemaliges Wohnstallhaus             | Zweigeschossiger mit Krüppelwalmdach und Fachwerk über massivem Erdgeschoss, frühes 19. Jahrhundert, durch Anbau nach Süden erweitert                                                                                 | D-5-71-111-8 Wikidata  | weitere Bilder |
| Großharbach 8 (Standort)  | Scheune                              | Fachwerkbau mit Satteldach, bezeichnet „1839“ | D-5-71-111-8 Wikidata  | weitere Bilder |
| Großharbach 14 (Standort) | Wohnhaus                             | Zweigeschossiger Satteldachbau in Fachwerk über massivem Erdgeschoss mit Zwerchhaus, Ladeöffnungen und Krangaube, wohl zweites Viertel 19. Jahrhundert, Zwerchhaus und Erweiterung nach Westen Anfang 20. Jahrhundert | D-5-71-111-9 Wikidata  | weitere Bilder |
| Großharbach 22 (Standort) | Wohnhaus                             | Erdgeschossiger Satteldachbau in Fachwerk mit massiver Traufseite im Norden, zweites Viertel 19. Jahrhundert | D-5-71-111-13 Wikidata | weitere Bilder |
| Großharbach 29 (Standort) | Ehemaliges Schulhaus                 | Erdgeschossiger Krüppelwalmdachbau mit verputzten Fachwerkteilen, 1828 | D-5-71-111-12 Wikidata | weitere Bilder |
| In Großharbach (Standort) | Evangelisch-lutherische Filialkirche | Neugotischer Saalbau in Sichtmauerwerk mit eingezogenem, dreiseitig geschlossenem Chor, eingestelltem Westturm mit Oktogon und Spitzhelm sowie mit Lisenengliederung, 1874, mit Ausstattung                           | D-5-71-111-7 Wikidata  | weitere Bilder |
| In Großharbach (Standort) | Friedhofsmauer                       | Mit Portalpfeilern, um 1874, nach Osten erweitert | D-5-71-111-7 Wikidata  | weitere Bilder |

### Haardt
| Lage                | Objekt                | Beschreibung | Akten-Nr.              | Bild           |
| ------------------- | --------------------- | --- | ---------------------- | -------------- |
| Haardt 3 (Standort) | Ehemals Wohnstallhaus | Erdgeschossiger Satteldachbau in Sichtmauerwerk mit Hausteinelementen und segmentbogigen Fensteröffnungen, bezeichnet „1879“ | D-5-71-111-51 Wikidata | weitere Bilder |
| Haardt 4 (Standort) | Wohnhaus              | Erdgeschossiger Fachwerkbau mit einhüftigem Satteldach, zweite Hälfte 18. Jahrhundert                                        | D-5-71-111-52 Wikidata | weitere Bilder |

### Hautschenmühle
| Lage                        | Objekt                                      | Beschreibung | Akten-Nr.              | Bild           |
| --------------------------- | ------------------------------------------- | --- | ---------------------- | -------------- |
| Hautschenmühle 1 (Standort) | Ehemalige Hautschenmühle                    | Zweigeschossiger Satteldachbau mit Schopfwalm in reichem Zierfachwerk mit Schnitzereien über massivem Erdgeschoss mit Eckquaderung, bezeichnet „1698“, nach Süden und Südwesten erweitert | D-5-71-111-40 Wikidata | weitere Bilder |
| Hautschenmühle 3 (Standort) | Ehemalige Hautschenmühle, ehemalige Scheune | Fachwerkbau mit Schopfwalm, bezeichnet 1827, moderner Anbau nach Osten | D-5-71-111-40 Wikidata | weitere Bilder |

### Neustett
| Lage                                                                         | Objekt                      | Beschreibung                                                                            | Akten-Nr.              | Bild           |
| ---------------------------------------------------------------------------- | --------------------------- | --------------------------------------------------------------------------------------- | ---------------------- | -------------- |
| Neustett 3 (Standort)                                                        | Steinkreuz, wohl Sühnekreuz | Spätmittelalterlich                                                                     | D-5-71-111-22 Wikidata | weitere Bilder |
| Neustett 29 (Standort)                                                       | Ehemaliges Wohnstallhaus    | Zweigeschossiger Satteldachbau in Fachwerk über massivem Erdgeschoss, bezeichnet „1805“ | D-5-71-111-20 Wikidata | weitere Bilder |
| Hutfeld, ca. 1100 m südlich des Ortes Richtung Tauberscheckenbach (Standort) | Marter                      | Spätmittelalterlich                                                                     | D-5-71-111-21 Wikidata | BW             |

### Tauberscheckenbach
| Lage                             | Objekt                                                     | Beschreibung | Akten-Nr.              | Bild           |
| -------------------------------- | ---------------------------------------------------------- | --- | ---------------------- | -------------- |
| Salznersmühle 1 (Standort)       | Ehemalige Salznersmühle                                    | Zweigeschossiger Satteldachbau in Fachwerk über massivem Erdgeschoss mit rundbogigem Kellerzugang im massiven Anbau mit Satteldach, bezeichnet „1702“, Kellereingang bezeichnet „1730“, im 19. Jahrhundert nach Süden erweitert                                                                        | D-5-71-111-25 Wikidata | weitere Bilder |
| In Tauberscheckenbach (Standort) | Ehemalige Salznersmühle, Scheune                           | Fachwerkbau mit Mansarddach und rundbogigem Kellerzugang, bezeichnet „1829“ | D-5-71-111-25 Wikidata | weitere Bilder |
| Tauberscheckenbach 6 (Standort)  | Evangelisch-lutherisches Pfarrhaus                         | Zweigeschossiger Walmdachbau mit Eckquaderung und Gurtgesims, bezeichnet „1766“ | D-5-71-111-26 Wikidata | weitere Bilder |
| Tauberscheckenbach 11 (Standort) | Ehemaliges Wohnstallhaus                                   | Zweigeschossiger Satteldachbau in teils verputztem Fachwerk über massivem Erdgeschoss, bezeichnet „1851“, vielleicht über älterem Kern mit Erweiterung des Stallteils | D-5-71-111-27 Wikidata | weitere Bilder |
| In Tauberscheckenbach (Standort) | Evangelisch-lutherische Pfarrkirche Sankt Johannes Baptist | Chorturmkirche, neugotisches Langhaus mit Lisenengliederung, eingezogenem Rechteckchor im Turm mit Geschossgesimsen und Spitzhelm sowie mit lisenengegliedertem Sakristeianbau im Osten, Turm wohl 14. Jahrhundert, Läutegeschoss 1723 aufgesetzt, Neubau des Kirchenschiffs 1863 ff., mit Ausstattung | D-5-71-111-24 Wikidata | weitere Bilder |
| In Tauberscheckenbach (Standort) | Friedhofsmauer                                             | zweite Hälfte 19. Jahrhundert | D-5-71-111-24 Wikidata | weitere Bilder |

### Tauberzell
| Lage                                                   | Objekt                                                        | Beschreibung | Akten-Nr.              | Bild           |
| ------------------------------------------------------ | ------------------------------------------------------------- | --- | ---------------------- | -------------- |
| Himmelfeld, In Tauberzell, Tauber (Standort)           | Brücke                                                        | Steinbrücke zu vier Jochen mit gedeckten Pfeilern, 18. Jahrhundert | D-5-71-111-45 Wikidata | weitere Bilder |
| In Tauberzell, St 2268 (Standort)                      | Brunnen                                                       | Pfeiler mit kreuzdachförmigem Aufsatz und längsrechteckigem Tränkebecken, 1871 | D-5-71-111-47 Wikidata | weitere Bilder |
| In Tauberzell (Standort)                               | Brunnen                                                       | Pfeiler mit kreuzdachförmigem Aufsatz und längsrechteckigem Tränkebecken, bezeichnet „1861“, Pfeiler und Tränkebecken erneuert | D-5-71-111-46 Wikidata | weitere Bilder |
| Tauberzell 8 (Standort)                                | Wohnhaus                                                      | Zweigeschossiger Satteldachbau in Fachwerk über massivem Erdgeschoss, erstes Viertel 19. Jahrhundert | D-5-71-111-31 Wikidata | weitere Bilder |
| Tauberzell 9 (Standort)                                | Gasthaus zum Ochsen                                           | Erdgeschossiger Bau mit einhüftigem Satteldach und teils verputzten Fachwerkteilen, wohl 17. Jahrhundert mit älterem Kern | D-5-71-111-44 Wikidata | weitere Bilder |
| Tauberzell 9 (Standort)                                | Scheune                                                       | Satteldachbau mit Fachwerkgiebel, 17. Jahrhundert | D-5-71-111-44          | weitere Bilder |
| Tauberzell 10 (Standort)                               | Ehemaliges Schulhaus                                          | Dreigeschossiger Blankziegelbau mit Satteldach, Geschossgesimsen, Ziegelbänder und Hausteinelementen, 1870 | D-5-71-111-53 Wikidata | weitere Bilder |
| Tauberzell 11 (Standort)                               | Evangelisch-lutherisches Pfarrhaus                            | Zweigeschossiger Walmdachbau mit Freitreppe und Gurtgesims, bezeichnet „1732“ | D-5-71-111-29 Wikidata | weitere Bilder |
| Tauberzell 12 (Standort)                               | Evangelisch-lutherische Pfarrkirche Sankt Veit                | Klassizistische Saalkirche mit gebänderten Lisenen, Gurtgesims, Halbwalmdach und mit Ostturm mit Geschossgesimsen und Spitzhelm sowie mit Sakristeianbau nördlich am Turm und Westvorzeichen, 1806 nach Plänen des Ansbacher Bauinspektors Johann Dietrich Carl Spindler, Sakristei und Vorzeichen 20. Jahrhundert, mit Ausstattung | D-5-71-111-28 Wikidata | weitere Bilder |
| In Tauberzell, Tauberzell 11, Tauberzell 65 (Standort) | Friedhofsmauer                                                | Nördlicher Teil im Kern wohl spätmittelalterlich | D-5-71-111-28 Wikidata | weitere Bilder |
| Tauberzell 13 (Standort)                               | Scheune                                                       | Fachwerkbau mit Satteldach, 1833, im 20. Jahrhundert nach Westen erweitert | D-5-71-111-32 Wikidata | weitere Bilder |
| Tauberzell 14 (Standort)                               | Ehemaliges Wohnstallhaus                                      | Erdgeschossiger Fachwerkbau mit Satteldach, wohl 18. Jahrhundert, im 19. Jahrhundert nach Süden erweitert | D-5-71-111-43 Wikidata | weitere Bilder |
| Tauberzell 17 (Standort)                               | Wohnhaus                                                      | Erdgeschossiger Satteldachbau mit offenem Fachwerk an der westlichen Giebelseite, im Kern wohl 15. Jahrhundert, Fachwerk 17. Jahrhundert | D-5-71-111-42 Wikidata | weitere Bilder |
| Tauberzell 19 (Standort)                               | Wohnhaus                                                      | Erdgeschossiger Satteldachbau mit Fachwerkgiebel, im Kern 17./18. Jahrhundert, im 20. Jahrhundert erweitert und überformt | D-5-71-111-33 Wikidata | BW             |
| Tauberzell 20 (Standort)                               | Wohnhaus                                                      | Erdgeschossiger Satteldachbau in Fachwerk mit teils massiven Mauerzügen, frühes 19. Jahrhundert, überformt | D-5-71-111-34 Wikidata | weitere Bilder |
| Tauberzell 22 (Standort)                               | Ehemaliges Wohnstallhaus                                      | Erdgeschossiger Satteldachbau mit Fachwerkgiebel, frühes 19. Jahrhundert | D-5-71-111-35 Wikidata | weitere Bilder |
| Tauberzell 23 (Standort)                               | Ehemaliges Wohnstallhaus                                      | Erdgeschossiger Bau mit einhüftigem Satteldach in Fachwerk über massivem Erdgeschoss, im Kern 17./18. Jahrhundert, wohl bezeichnet „1912“, in Teilen erneuert | D-5-71-111-36 Wikidata | weitere Bilder |
| Tauberzell 25 (Standort)                               | Ehemaliges Wohnstallhaus                                      | Erdgeschossiger Fachwerkbau mit Satteldach und massivem Stallteil, 1788 | D-5-71-111-37 Wikidata | weitere Bilder |
| Tauberzell 28, Tauberzell 29 (Standort)                | Ehemaliges Wohnstallhaus                                      | Erdgeschossiger Mansarddachbau mit Schopfwalm und Fachwerkgiebel, 18. Jahrhundert | D-5-71-111-39 Wikidata | weitere Bilder |
| Tauberzell 41 (Standort)                               | Gasthaus                                                      | Zweigeschossiger Satteldachbau mit Eckquaderung und Ladeöffnungen, 17. Jahrhundert | D-5-71-111-38 Wikidata | weitere Bilder |
| Hasennestle (Standort)                                 | Weinbergslagen Unterer Tauberweg – Berge und Untere Setzberge | Wohl schon im Mittelalter bewirtschaftet, mit Trockenmauern und mächtigen Lesesteinhalden | D-5-71-111-49 Wikidata | weitere Bilder |

### Uhlenmühle
| Lage                    | Objekt                             | Beschreibung | Akten-Nr.              | Bild |
| ----------------------- | ---------------------------------- | --- | ---------------------- | ---- |
| Uhlenmühle 1 (Standort) | Ehemalige Uhlenmühle               | Zweigeschossiger Satteldachbau in Fachwerk über massivem Erdgeschoss, bezeichnet „1664“, nach Süden und Westen erweitert            | D-5-71-111-30 Wikidata | BW   |
| Uhlenmühle 1 (Standort) | Ehemalige Uhlenmühle, Nebengebäude | Ein- bis zweigeschossiger Satteldachbau in Hanglage in verputztem Fachwerk mit hölzernen, geohrten Fensterrahmen, bezeichnet „1791“ | D-5-71-111-30 Wikidata | BW   |

## Ehemalige Baudenkmäler
In diesem Abschnitt sind Objekte aufgeführt, die früher einmal in der Denkmalliste eingetragen waren, jetzt aber nicht mehr. Objekte, die in anderem Zusammenhang also z. B. als Teil eines Baudenkmals weiter eingetragen sind, sollen hier nicht aufgeführt werden. Aktennummern in diesem Abschnitt sind ehemalige, jetzt nicht mehr gültige Aktennummern.

| Lage                                | Objekt                     | Beschreibung      | Akten-Nr.              | Bild |
| ----------------------------------- | -------------------------- | ----------------- | ---------------------- | ---- |
| Tauberzell Tauberzell 11 (Standort) | zugehörige Fachwerkscheune | der gleichen Zeit | D-5-71-111-29 Wikidata | BW   |